# مرشد العسل حرشفي الحنجرة
مرشد العسل حرشفي الحنجرة أو دليل المناحل حرشفي الحنجرة (الاسم العلمي:Indicator variegatus) (بالإنجليزية: Scaly-throated Honeyguide)‏ هو نوع من الطيور يتبع جنس مرشد العسل من فصيلة مرشدات العسل.